# Phân bộ Ong cắn lá
Phân bộ Ong cắn lá, tên khoa học Symphyta, là một phân bộ côn trùng trong bộ cánh màng. Symphyta được phân biệt với hầu hết các loài cánh màng khác bởi eo (bộ phận giữa ngực và bụng) lớn, và ấu trùng có hình dạng giống như sâu bướm của chúng. Tên tiếng Anh Sawfly bắt nguồn từ việc cơ quan đẻ trứng của con cái có hình dạng giống như cái lưỡi cưa, dùng để cắt thân cành cây và đẻ trứng vào trong vết cắt đó.

## Phân loại
- Liên họ Cephoidea

   Họ Cephidae
- Liên họ Megalodontoidea

Họ Megalodontesidae
Họ Pamphiliidae
- Liên họ Orussoidea

Họ Orussidae
- Liên họSiricoidea

Họ Anaxyelidae
Họ Siricidae
- Liên họ Tenthredinoidea

Họ Argidae
Họ Blasticotomidae
Họ Cimbicidae
Họ Diprionidae
Họ Pergidae
Họ Tenthredinidae
- Liên họ Xyeloidea

Họ Xyelidae
Họ Xiphydriidae